# Episodi di Balki e Larry - Due perfetti americani (terza stagione)
La terza stagione della serie televisiva Balki e Larry - Due perfetti americani è stata trasmessa in anteprima negli Stati Uniti d'America dalla ABC tra il 23 settembre 1987 e il 6 maggio 1988.
| nº | Titolo originale             | Titolo italiano | Prima TV USA      | Prima TV Italia |
| -- | ---------------------------- | --------------- | ----------------- | --------------- |
| 1  | All the News That Fits       |                 | 23 settembre 1987 |                 |
| 2  | Weigh to Go Buddy            |                 | 30 settembre 1987 |                 |
| 3  | Sexual Harassment in Chicago |                 | 7 ottobre 1987    |                 |
| 4  | Taking Stock                 |                 | 14 ottobre 1987   |                 |
| 5  | Your Cheatin' Heart          |                 | 28 ottobre 1987   |                 |
| 6  | The Horn Blows at Midnight   |                 | 4 novembre 1987   |                 |
| 7  | Karate Kids                  |                 | 11 novembre 1987  |                 |
| 8  | Night School Confidential    |                 | 18 novembre 1987  |                 |
| 9  | Future Shock                 |                 | 25 novembre 1987  |                 |
| 10 | Couch Potato                 |                 | 2 dicembre 1987   |                 |
| 11 | The Break-In                 |                 | 9 dicembre 1987   |                 |
| 12 | To Be or Not to Be           |                 | 6 gennaio 1988    |                 |
| 13 | My Lips Are Sealed           |                 | 13 gennaio 1988   |                 |
| 14 | The Pen Pal                  |                 | 27 gennaio 1988   |                 |
| 15 | Just Desserts                |                 | 3 febbraio 1988   |                 |
| 16 | Better Shop Around           |                 | 10 febbraio 1988  |                 |
| 17 | Pipe Dreams                  |                 | 4 marzo 1988      |                 |
| 18 | The Defiant Guys             |                 | 11 marzo 1988     |                 |
| 19 | My Brother, Myself           |                 | 18 marzo 1988     |                 |
| 20 | You Gotta Have Friends       |                 | 25 marzo 1988     |                 |
| 21 | The Graduate                 |                 | 29 aprile 1988    |                 |
| 22 | Bye Bye Biki                 |                 | 6 maggio 1988     |                 |